# Sylvain Eugène Raynal
Pour les articles homonymes, voir Raynal.
Sylvain Eugène Raynal, né le 6 mars 1867 à Bordeaux (Gironde) et mort le 13 janvier 1939 à Boulogne-Billancourt (Hauts-de-Seine), est un officier français. Son rôle, jugé héroïque, dans la défense du fort de Vaux lors de la bataille de Verdun, lui a valu les honneurs des états-majors français et allemand.

## Biographie

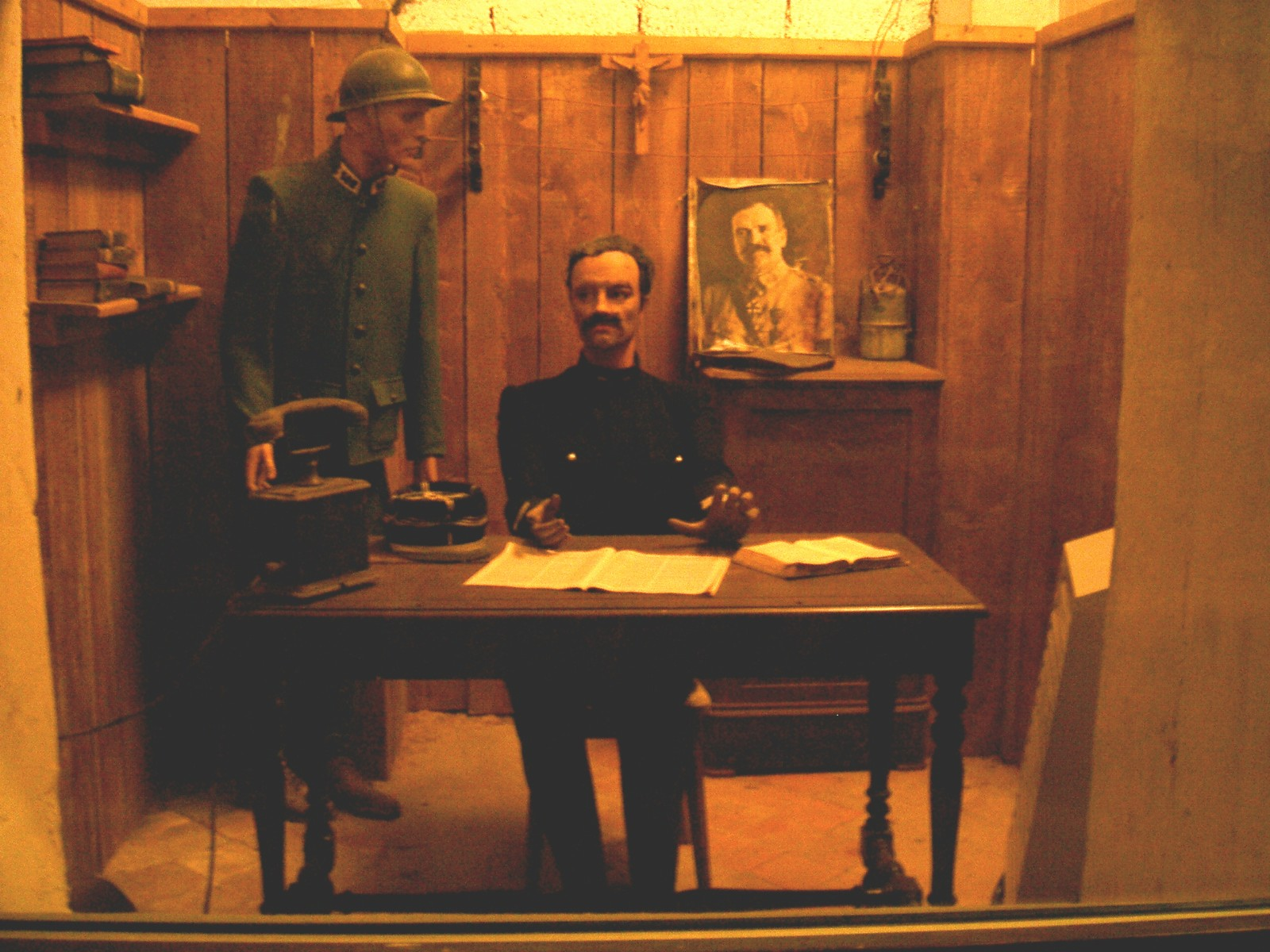
Le poste de commandement du fort de Vaux avec une représentation de son chef.

Sylvain Raynal nait le 6 mars 1867 à Bordeaux d'une famille originaire du Tarn-et-Garonne. Son père, engagé en 1870 pour la durée de la guerre, se retire ensuite à Angoulême où il exerce la profession de bottier. En 1877, Sylvain entre au lycée de cette ville.

## Engagements civiques
Avant la guerre, Sylvain Raynal s'engage dans des actions civiques, soutenant l'action de Jaurès et de son parti. Proche du commandant Rossel,, collaborateur de Jaurès pour L'Armée nouvelle et la rubrique militaire de L'Humanité, il s'investit dans l'animation de la colonie de vacances socialiste « Le Grand Air ». Après la guerre, il conserve un engagement politique et se rapproche du Parti communiste. En particulier, président d'honneur de l'Association républicaine des anciens combattants (ARAC), il joue un rôle actif dans le Rassemblement universel pour la paix créé en 1936.

## Carrière militaire
En 1885, Sylvain Raynal s'engage au 123e régiment d'infanterie puis passe au 107e à Angoulême, prépare l'école militaire de Saint-Maixent-l'École et en sort premier. Il demande et obtient son affectation au 3e régiment de tirailleurs de Constantine. En 1902, il est promu capitaine et muté au dépôt de Falaise du 5e régiment d'infanterie à Paris. En mars 1913, il est muté comme major au 7e régiment de tirailleurs indigènes. Il y est nommé chef de bataillon quelques mois après et est à ce poste lors du début du conflit.
Au début de la guerre, il est blessé plusieurs fois au combat : en septembre 1914 au cours de la bataille de la Marne puis au nord d’Arras, en novembre 1914, lors du bombardement de son poste de commandement. Il est hospitalisé pendant dix mois avant de retourner au combat le 1er octobre 1915. À la suite d'une nouvelle blessure à l'automne 1915 en Champagne, provoquée par un tir de shrapnel, Raynal subit une nouvelle convalescence. Ses différentes blessures lui valent d'être promu officier de la Légion d'honneur le 11 janvier 1916.
Encore convalescent en février 1916, il ne marche qu'avec difficulté et la guerre semble terminée pour lui. C'est alors que le ministère de la Guerre annonce que les officiers qui ne peuvent pas servir en première ligne du fait de leurs blessures peuvent être nommés au commandement de forteresses. S'étant porté volontaire, Raynal demande à servir à Verdun où les Allemands viennent de lancer leur offensive.
Fin mai 1916, à la tête de 600 hommes encerclés dans la clé de voûte défensive du fort de Vaux, isolé des lignes françaises, il résiste seul aux assauts des troupes d'élite allemandes commandées par le Kronprinz, fils de l'empereur Guillaume II d'Allemagne. Assoiffées, dénutries, ses troupes combattent jusqu'à leur ultime limite, entravant l'offensive allemande. Sa résistance, qualifiée d'héroïque par l'état-major français, est considérée comme l'un des points de bascule de la bataille de Verdun, finalement remportée fin 1916 par l'armée française.
Pendant le siège, le 6 juin 1916, le commandant Raynal est élevé au grade de commandeur de la Légion d'honneur, nomination assortie de la citation à l'ordre du jour :

« Raynal (Sylvain Eugène), chef de bataillon au 96e régiment d'infanterie, commandant le fort de Vaux. Insuffisamment remis d'une grave blessure et n'ayant pu être remplacé à la tête d'une unité de campagne, a été nommé sur sa demande au commandement du fort de Vaux. Isolé dans cet ouvrage par un violent bombardement a, pendant six jours, repoussé les assauts répétés de l'infanterie ennemie, disputant pied à pied chaque couloir, chaque casemate, et maintenant jusqu'au bout par son exemple , l'inébranlable fermeté de la garnison. »

Le 4 juin 1916 à court de munitions, d'eau, de nourriture et d'hommes, attaqué aux gaz, le commandant Raynal envoie vers l'arrière son dernier pigeon voyageur — Vaillant, cité à l'ordre de la Nation — afin d'obtenir d'ultimes instructions. Sans réponse de l'état-major, il remet la reddition du fort de Vaux le 7 juin 1916.
Pour saluer l'opiniâtreté et la ténacité des défenseurs du fort de Vaux, les troupes allemandes assaillantes organisent spontanément une haie d'honneur aux assiégés qui déposent les armes. Impressionné par la résistance française et par l'hommage rendu par ses propres troupes à l'adversaire, le Kronprinz fait venir le commandant Raynal à son quartier général où il lui fait part de son admiration pour sa vaillance. Dans un geste peu commun pour la guerre 1914-1918, le Kronprinz remet solennellement à Raynal le coupe-choux d'un sapeur du génie en lui disant : « Je n'ai pu trouver que cette arme ... je vous prie de l'accepter ... parce que votre sabre n'a pas été retrouvé au fort de Vaux ». Quelques minutes plus tard le kronprinz remet à Raynal un sabre d'officier français « qu'il a fait chercher et trouvé dans Stenay ».
En captivité, le 11 juin 1916, à la citadelle de Mayence puis à Strasburg, au sud de Königsberg en (Prusse Orientale), le 5 novembre 1917, il est ensuite interné à Interlaken (Suisse) le 30 mars 1918. Il est libéré le 4 novembre 1918 et nommé lieutenant-colonel le 29 décembre 1918.
En 1920, il est commandant militaire de la ville de Mayence, puis est en Syrie de 1921 à 1926 où il est promu colonel en janvier 1925. Il y commande les troupes de la région des Alaouites et, comme adjoint des généraux Michaud et Gamelin, participe aux opérations contre les Druzes. Bien qu'admis à la retraite en mars 1926, il est chargé d'une mission en Syrie jusqu'en mai 1929.
Il meurt d'une crise cardiaque, à son domicile, le 13 janvier 1939.
Il est inhumé au cimetière de Bagneux (11e division).

## Distinctions
Le colonel Raynal est titulaire de plusieurs décorations :
- Commandeur de la Légion d'honneur (décret du 10 juillet 1916)[6] ; officier par décret du 11 janvier 1916[6], chevalier par décret du 11 juillet 1900[6] ;
- Croix de guerre 1914-1918, avec 3 palmes (3 citations à l'ordre de l'armée : JO du 2 décembre 1915, JO du 12 janvier 1916, JO du 10 juillet 1916)[6],[11] ;
- Croix de guerre des Théâtres d'opérations extérieurs, avec 1 palme (1 citation à l'ordre de l'armée du 19 février 1926)[11] ;
- Officier d'académie (décret du 21 décembre 1907)[6],[11] ;
- Insigne des blessés militaires (3 blessures de guerre : le 14 septembre 1914 à Crouy, le 2 janvier 1915 à Roclincourt et le 3 octobre 1915 en Champagne entre la butte de Tahure et la butte du Mesnil)[11] ;
- Médaille interalliée de la Victoire[11] ;
- Médaille commémorative de la guerre 1914–1918[11] ;
- Médaille commémorative de Syrie-Cilicie[11] ;
- Médaille de bronze de la Mutualité (décret du 1er mai 1912)[6],[11] ;
- Officier du Nichan Iftikhar (Tunisie) (décret du 30 décembre 1911)[6],[11] ;
- Croix d'argent de la Virtuti Militari (Pologne) (1921)[12].

## Hommages
En 1966, à l'occasion du cinquantenaire de la bataille de Verdun, une plaque a été apposée sur son dernier domicile, au n° 36 de la rue Denfert-Rochereau à Boulogne-Billancourt.
Un décret municipal du 27 novembre 1998 a donné à une voie privée du 15e arrondissement de Paris le nom du commandant Sylvain Eugène Raynal.
Bordeaux a une place du Colonel-Raynal, Angoulême et Beausoleil ont une place du Commandant-Raynal. Le Mans, Mérignac, Périgueux, Étretat, Montville, Montpon-Ménestérol, Montreuil et Saint-Dizier ont une rue du Colonel-Raynal, Nîmes, Béziers, Montauban, Saint-Quentin, La Roche-sur-Yon, Le Perreux-sur-Marne, Houilles, Neuilly-Plaisance, Viroflay, Castelnaudary, Belleville-sur-Meuse une rue du Commandant-Raynal. Compiègne a un square du Commandant-Raynal. Verdun, comme Toulon qui a une impasse du Commandant-Raynal.
Au cinéma, le commandant Raynal est interprété par Richard Delay dans Le soldat mérite le Paradis (2020), film qu'il a lui-même produit et réalisé. Voulue comme une reconstitution de la défense du fort de Vaux, la fiction prend néanmoins des libertés avec l'Histoire, en omettant par exemple d'évoquer la captivité du commandant.